# Sport Club Kriens 2011-2012
Questa voce raccoglie le informazioni riguardanti il Sport Club Kriens nelle competizioni ufficiali della stagione 2011-2012.

## Stagione
Nella stagione 2011-2012 il Kriens, allenato da Jochen Dries, Urs Schönenberger, René Distel e Jean-Daniel Gross, concluse il campionato di Challenge League al 15º posto e fu retrocesso in Prima Lega Promotion. In Coppa Svizzera il Kriens fu eliminato agli ottavi di finale dal Grasshoppers.

## Rosa
| N. |                         | Ruolo | Calciatore          |
| -- | ----------------------- | ----- | ------------------- |
| 1  | Svizzera (bandiera)     | P     | Hrvoje Bukovski     |
| 2  | Svizzera (bandiera)     | D     | Roman Güntensperger |
| 3  | Svizzera (bandiera)     | D     | Sven Zimmermann     |
| 5  | Svizzera (bandiera)     | D     | Igor Đurić          |
| 6  | Svizzera (bandiera)     | C     | Genc Mehmeti        |
| 7  | Svizzera (bandiera)     | C     | Thierry Stadelmann  |
| 8  | Italia (bandiera)       | D     | Michele Morganella  |
| 9  | RD del Congo (bandiera) | A     | Ridge Munsy         |
| 10 | Svizzera (bandiera)     | A     | Igor Tadić          |
| 11 | Svizzera (bandiera)     | D     | Sandro Foschini     |
| 13 | Svizzera (bandiera)     | A     | Lars Unternährer    |
| 14 | Svizzera (bandiera)     | C     | Till Fischer        |

| N. |                               | Ruolo | Calciatore       |
| -- | ----------------------------- | ----- | ---------------- |
| 15 | Svizzera (bandiera)           | C     | Livio Kauer      |
| 15 | Svizzera (bandiera)           | A     | Janko Pacar      |
| 16 | Svizzera (bandiera)           | D     | Sascha Imholz    |
| 17 | Nigeria (bandiera)            | D     | Adekunle Lukmon  |
| 17 | Ghana (bandiera)              | A     | Edmond N'Tiamoah |
| 18 | Francia (bandiera)            | P     | Franck Grasseler |
| 19 | Italia (bandiera)             | C     | Roberto Souto    |
| 21 | Italia (bandiera)             | D     | Luca Ferricchio  |
| 23 | Macedonia del Nord (bandiera) | C     | Demerali Saliu   |
| 25 | Macedonia del Nord (bandiera) | D     | Robert Popov     |
| 35 | Croazia (bandiera)            | D     | Marijan Urtic    |

## Organigramma societario
Area tecnica
- Allenatore: Jean-Daniel Gross
- Allenatore in seconda: Oliver Schmid
- Preparatore dei portieri: Markus Hunkeler
- Preparatori atletici:

## Calciomercato

### Sessione estiva
| Acquisti | Acquisti            | Acquisti     | Acquisti |
| R.       | Nome                | da           | Modalità |
| -------- | ------------------- | ------------ | -------- |
| D        | Adekunle Lukmon     | Lucerna      |          |
| D        | Benjamin Kibebe     | Lucerna      |          |
| D        | Wellington Indio    | Buochs       |          |
| A        | Janko Pacar         | Lucerna      |          |
| P        | Hrvoje Bukovski     | Young Boys   |          |
| D        | Luca Ferricchio     | Zugo         |          |
| C        | Till Fischer        | Buochs       |          |
| D        | Roman Güntensperger | San Gallo II |          |
| A        | Ridge Munsy         | Yverdon      |          |
| C        | Jessy Nimi          | Lucerna II   |          |
| C        | Demerali Saliu      | Lucerna II   |          |
| D        | Sven Zimmermann     | Young Boys   |          |
| C        | Manuel Zobrist      | Zofingen     |          |

| Cessioni | Cessioni           | Cessioni   | Cessioni |
| R.       | Nome               | a          | Modalità |
| -------- | ------------------ | ---------- | -------- |
| C        | Jessy Nimi         | Cham       |          |
| C        | Manuel Zobrist     | Schötz     |          |
| P        | Joël Kiassumbua    | Lucerna II |          |
| A        | Genc Matoshi       | Wohlen     |          |
| C        | Cyril Schiendorfer | Sciaffusa  |          |

### Sessione invernale
| Acquisti | Acquisti           | Acquisti | Acquisti |
| R.       | Nome               | da       | Modalità |
| -------- | ------------------ | -------- | -------- |
| D        | Marijan Urtic      | Lucerna  |          |
| D        | Michele Morganella | Sion     |          |

| Cessioni | Cessioni        | Cessioni   | Cessioni |
| R.       | Nome            | a          | Modalità |
| -------- | --------------- | ---------- | -------- |
| D        | Benjamin Kibebe | Lucerna II |          |
| C        | Gëzim Shalaj    | Lucerna    |          |

## Risultati

### Challenge League

#### andata
| Arbitro: | Winter |

|                      |           |                                 |
| Shalaj 24’ Tadić 57’ | Marcatori | 4’, 21’, 65’ Morello 89’ Mathys |

| Arbitro: | Amhof |

|                   |           |           |
| Magnetti 78’, 81’ | Marcatori | 47’ Tadić |

| Arbitro: | Jancevski |

|               |           |           |
| Čavušević 23’ | Marcatori | 82’ Tadić |

| Arbitro: | Laperrière |

|  |           |                     |
|  | Marcatori | 16’ Antić 90’ Zuffi |

| Arbitro: | Erlachner |

|                                        |           |  |
| Đurić 17’ (aut.) Merenda 26’ Baron 42’ | Marcatori |  |

| Arbitro: | Schärer |

|                                                                 |           |            |
| Tadić 1’, 19’, 90’ Pacar 9’, 24’ Foschini 63’ (rig.) Shalaj 70’ | Marcatori | 85’ Eberle |

| Arbitro: | Jaccottet |

|                |           |  |
| Ciarrocchi 45’ | Marcatori |  |

| Arbitro: | Pache |

|                                            |           |                     |
| Etoundi 35’ Owona 64’ Muntwiler 80’ (rig.) | Marcatori | 82’ Đurić 87’ Munsy |

| Arbitro: | Studer |

|                       |           |                      |
| Tadić 45’ (rig.), 76’ | Marcatori | 15’ Bonanni 89’ Bega |

| Arbitro: | Zimmermann |

|            |           |                                  |
| Sadiku 87’ | Marcatori | 35’ Fischer 89’ Tadić 90’ Shalaj |

| Arbitro: | Gut |

|                |           |  |
| Tadić 12’, 87’ | Marcatori |  |

| Arbitro: | Huwiler |

|                                                 |           |                   |
| Foschini 28’ Pacar 59’ Tadić 86’ Stadelmann 90’ | Marcatori | 72’ (rig.) Romero |

| Arbitro: | San |

|                                      |           |  |
| Bühler 26’ Besseyre 26’ Chentouf 87’ | Marcatori |  |

| Arbitro: | Winter |

|                  |           |            |
| Tadić 16’ (rig.) | Marcatori | 22’ Garcia |

| Arbitro: | Huwiler |

|                                 |           |          |
| Schultz 16’ Benito 52’ Dabo 63’ | Marcatori | 9’ Tadić |

#### ritorno
| Arbitro: | Erlachner |

|                              |           |  |
| Gaspar 32’, 90’ Winsauer 57’ | Marcatori |  |

| Arbitro: | Pache |

|          |           |                                   |
| Tadić 3’ | Marcatori | 4’, 56’, 79’ Jahović 73’ Ngamukol |

| Arbitro: | Huwiler |

|                                           |           |                |
| Exouzidīs 58’ Freuler 67’, 75’ Osmani 74’ | Marcatori | 88’ Morganella |

| Arbitro: | Jaccottet |

|  |           |                       |
|  | Marcatori | 5’ Nushi 21’ Abegglen |

| Arbitro: | Wermelinger |

|           |           |                    |
| Popov 53’ | Marcatori | 26’ (rig.) Sulmoni |

| Arbitro: | Winter |

|                       |           |  |
| Senger 5’, 62’ (rig.) | Marcatori |  |

| Arbitro: | Jancevski |

|  |           |                |
|  | Marcatori | 51’ Marchesano |

| Arbitro: | Huwiler |

|             |           |           |
| Hulmann 70’ | Marcatori | 74’ Saliu |

| Arbitro: | Erlachner |

|  |           |                         |
|  | Marcatori | 17’ Schultz 89’ Staubli |

| Arbitro: | Kever |

|  |           |                                            |
|  | Marcatori | 32’ Hasler 42’ Cecchini 72’ (rig.) Merenda |

| Arbitro: | Carrell |

|                     |           |                 |
| Maric 60’ Hélin 83’ | Marcatori | 17’ Unternährer |

| Arbitro: | Pache |

|                                  |           |  |
| Steiger 49’ (rig.) Šabanović 86’ | Marcatori |  |

| Arbitro: | Klossner |

|                                  |           |                                               |
| Saliu 11’ Tadić 60’ Foschini 68’ | Marcatori | 2’ Cavaglia 17’ Andreu 62’ Mobulu 71’ Carrupt |

| Arbitro: | Erlachner |

|                              |           |           |
| Ukoh 4’ Morello 7’, 13’, 90’ | Marcatori | 73’ Tadić |

| Arbitro: | Fähndrich |

|                |           |                              |
| Pacar 48’, 55’ | Marcatori | 6’ Mazzola 19’, 53’ Paçarizi |

### Coppa Svizzera
| 18 settembre 2011, ore 15:00 CEST Primo turno | FC Entfelden | 0 – 9 | Kriens |  |

| 16 ottobre 2011, ore 14:30 CEST Secondo turno | Kriens | 2 – 1 | Neuchâtel Xamax |  |

| 27 novembre 2011, ore 14:30 CET Ottavi di finale | Kriens | – | Grasshoppers |  |

## Statistiche

### Statistiche di squadra
| Competizione     | Punti | In casa | In casa | In casa | In casa | In casa | In casa | In trasferta | In trasferta | In trasferta | In trasferta | In trasferta | In trasferta | Totale | Totale | Totale | Totale | Totale | Totale | DR  |
| Competizione     | Punti | G       | V       | N       | P       | Gf      | Gs      | G            | V            | N            | P            | Gf           | Gs           | G      | V      | N      | P      | Gf     | Gs     | DR  |
| ---------------- | ----- | ------- | ------- | ------- | ------- | ------- | ------- | ------------ | ------------ | ------------ | ------------ | ------------ | ------------ | ------ | ------ | ------ | ------ | ------ | ------ | --- |
| Challenge League | 17    | 15      | 3       | 3       | 9       | 25      | 31      | 15           | 1            | 2            | 12           | 12           | 35           | 30     | 4      | 5      | 21     | 37     | 66     | -29 |
| Coppa Svizzera   | -     | 1       | 1       | 0       | 0       | 2       | 1       | 1            | 1            | 0            | 0            | 9            | 0            | 2      | 2      | 0      | 0      | 11     | 1      | +10 |
| Totale           | 17    | 16      | 4       | 3       | 9       | 27      | 32      | 16           | 2            | 2            | 12           | 21           | 35           | 32     | 6      | 5      | 21     | 48     | 67     | -19 |

### Andamento in campionato
| Giornata  | 1  | 2  | 3  | 4  | 5  | 6  | 7  | 8  | 9  | 10 | 11 | 12 | 13 | 14 | 15 | 16 | 17 | 18 | 19 | 20 | 21 | 22 | 23 | 24 | 25 | 26 | 27 | 28 | 29 | 30 |
| --------- | -- | -- | -- | -- | -- | -- | -- | -- | -- | -- | -- | -- | -- | -- | -- | -- | -- | -- | -- | -- | -- | -- | -- | -- | -- | -- | -- | -- | -- | -- |
| Luogo     | C  | T  | T  | C  | T  | C  | T  | T  | C  | T  | C  | C  | T  | C  | T  | T  | C  | T  | C  | C  | T  | C  | T  | C  | C  | T  | T  | C  | T  | C  |
| Risultato | P  | P  | N  | P  | P  | V  | P  | P  | N  | V  | V  | V  | P  | N  | P  | P  | P  | P  | P  | N  | P  | P  | N  | P  | P  | P  | P  | P  | P  | P  |
| Posizione | 13 | 16 | 14 | 14 | 15 | 13 | 15 | 15 | 15 | 14 | 13 | 10 | 13 | 14 | 15 | 15 | 15 | 15 | 15 | 15 | 15 | 15 | 15 | 15 | 15 | 15 | 15 | 15 | 15 | 15 |

Legenda:

Luogo: C = Casa; T = Trasferta. Risultato: V = Vittoria; N = Pareggio; P = Sconfitta.

### Statistiche dei giocatori
| H. Bukovski      | 1  | 0  | 0  | 0 |
| L. Ferricchio    | 22 | 0  | 6  | 1 |
| T. Fischer       | 21 | 1  | 5  | 0 |
| S. Foschini      | 28 | 3  | 5  | 0 |
| F. Grasseler     | 29 | 0  | 3  | 0 |
| R. Güntensperger | 22 | 0  | 3  | 0 |
| S. Imholz        | 23 | 0  | 7  | 0 |
| W. Indio         | 1  | 0  | 0  | 0 |
| L. Kauer         | 0  | 0  | 0  | 0 |
| B. Kibebe        | 3  | 0  | 0  | 0 |
| A. Lukmon        | 11 | 0  | 1  | 1 |
| G. Mehmeti       | 24 | 0  | 12 | 0 |
| M. Morganella    | 12 | 1  | 5  | 0 |
| R. Munsy         | 21 | 1  | 1  | 0 |
| E. N'Tiamoah     | 14 | 0  | 1  | 0 |
| J. Nimi          | 1  | 0  | 0  | 0 |
| J. Pacar         | 18 | 5  | 3  | 0 |
| R. Popov         | 13 | 1  | 2  | 1 |
| D. Saliu         | 14 | 2  | 4  | 0 |
| G. Shalaj        | 13 | 3  | 2  | 0 |
| R. Souto         | 10 | 0  | 0  | 0 |
| T. Stadelmann    | 25 | 1  | 0  | 0 |
| I. Tadić         | 28 | 17 | 2  | 1 |
| J. Tchouga       | 9  | 0  | 0  | 0 |
| L. Unternährer   | 9  | 1  | 0  | 0 |
| M. Urtic         | 6  | 0  | 1  | 1 |
| S. Zimmermann    | 7  | 0  | 0  | 0 |
| M. Zobrist       | 1  | 0  | 0  | 0 |
| I. Đurić         | 25 | 1  | 6  | 0 |